# Юрлов, Валерий Иванович
Валерий Иванович Юрлов (3 октября 1932 года, Алма-Ата) — российский художник, живописец, график, художник книги, скульптор, автор коллажей и инсталляций.

## Биография
Родился в 1932 году в Алма-Ате. Учился в Алма-Атинской художественной школе у профессора А.Черкасского.
В 1955 году окончил факультет художников книги Московского полиграфического института, где его учителями были П. Захаров, И. Чекмазов, А. Гончаров.
1954-1987 работал художником-иллюстратором в различных издательствах, в основном «Детиз», «Гослит» и др.
1956 начало самостоятельного творчества, анализ создания традиционной картины – «знака»
конец 1950-х – начало 1960-х выход к методу «Пара форм»
1961 работает над созданием знака «Троицы»
1962 вступает в Горком графиков, ныне ТСХР
1965-1970 участвует в нескольких этнографических экспедициях
с конца 1960 до сегодняшнего дня разрабатывает метод «Вижу себя»
1979-1980-е продолжает усложнение поисков в методе “Пары форм” (коммуникации, одежда и я, время и т.д.) изучает сочинения Николая Кузанского и русского богословия, многолетние творческие контакты с В.Шкловским
1984-1990-е работы в построении “Нотной шкалы”, открытие “новой фонетики цвета”
1994-2003 жил и работал в Нью-Йорке
В настоящее время живёт и работает в Москве, занимается разработкой новых проектов в контексте “Пары форм”

## Критика
«Творчество Валерия Юрлова оплодотворено глубокими традициями, уходящими в первосхемы взаимоотношений человека и космоса. Образы художника выстраивают непрерывный диалог, в котором целостность обретается в равновесии противоположных начал — фигуративного и абстрактного, геометрии Евклида и иных измерений, числа и прогрессии, корпускулярных и волновых состояний. Структуры композиций художника раскрываются в "пара формах", в феноменальности нелинейного равновесия, образуя универсальный генетический код творческого мышления,» — В.Пацюков.

## Работы находятся в собраниях
- Государственная Третьяковская галерея, Москва.
- Государственный Русский музей, Санкт-Петербург.
- Музей нонконформизма, Москва.
- Музей актуального искусства ART4.RU, Москва.
- Центр Жоржа Помпиду, Париж.
- Музей Циммерли Рутгерского университета, США.
- Коллекция Колодзей русского и восточноевропейского искусства, Kolodzei Art Foundation, США;
- Коллекция Бар-Гера, Кёльн,
- Коллекция Дома абстрактной живописи KollerArtHouse, Москва.
- Государственный центр современного искусства (ГЦСИ), Москва

## Персональные выставки
- 2017 — «Контрформы», Крокин галерея, Москва
- 2015 — «Пары форм». Всероссийский музей декоративно-прикладного и народного искусства, Москва[1]
- 2015 — «Валерий Юрлов. Коммуникации». ГЦСИ, куратор В.Пацюков, Москва (каталог)[2]
- 2014 — «Валерий Юрлов. Портрет Художника». Дом абстрактной живописи KollerArtHouse, ВЗ МСХ Промграфика, Москва
- 2013 — «Валерий Юрлов в Обер-галерее», Кент, США
- 2011 — «В поисках абсолюта: искусство Валерия Юрлова», к 80-летию художника, куратор Юлия Туловская, Музей изобразительных искусств Джейн Вурхис Зиммерли, Нью-Брансуик, США[3]
- 2010 — «Дневник Художника», галерея Нади Брыкиной, Цюрих/Москва (книга)
- 2008 — «Валерий Юрлов. Графика», галерея Нади Брыкиной, Цюрих
- 2006 — «Ретроспектива», галерея Нади Брыкиной, Цюрих (каталог, фильм)
- 2004 — «В.Юрлов в галерее Мастеров», Москва
- 2003 — «Валерий Юрлов», галерея «Яр» на Масловке, Москва. Параллельно с выставкой «Абстракции в России», Государственная Третьяковская галерея, куратор Л.Кашук, Москва
- 2000 — «Новые проекты В.Юрлов», галерея «Дом», куратор М.Бессонова, Москва
- 1998 — «Искусство и старинные фотографии», Нью-Джерси, США
- 1997 — «Пара форм», Заллман галерея, куратор М. Бессонова, Нью-Йорк, США (каталог)
- 1997 — «В.Юрлов. Абстракция», музей Табакмана, куратор М. Бессонова, Хадсон, США (каталог)
- 1996 — «Вижу себя», Русско-американский культурный форум, Нью-Йорк, США
- 1996 — «В.Юрлов 1963-1980», Айдан галерея, Москва
- 1995 — «Art show. В.Юрлов», Музей при институте Хасидов, Нью-Йорк, США
- 1995 — «Вижу себя», Коннектикут, США
- 1994 — «Рисунки и графика 1954-1963», Берман галерея, Нью-Йорк, США
- 1994 — «1955-1964», Берман галерея, Нью-Йорк, США (каталог)
- 1993 — «Вижу себя», Арт-центр на Петровке, Москва
- 1992 — «Фонетика цвета», галерея «Московская коллекция», Сад Эрмитаж, Москва
- 1992 — «1955-1991». Государственная Третьяковская галерея, Москва (каталог)

## Цитаты
- «Очень рано я пришел к пониманию избранного мною пути. И когда я впервые увидел работы Пикассо и Поллока, мне показалось, что я все уже до них знал и придумал. К 60-му году я вывел свои формулы, а дальше просто им следовал»[3] — Валерий Юрлов, 2012.